# Теодолит
Теодоли́т — измерительный прибор для определения горизонтальных и вертикальных углов при топографических съёмках, геодезических и маркшейдерских работах, в строительстве и тому подобном. Основной рабочей мерой в теодолите являются лимбы с градусными и минутными делениями (горизонтальный и вертикальный). Теодолит может быть использован для измерения расстояний нитяным дальномером и для определения магнитных азимутов с помощью буссоли.
Альтернативным развитием конструкции теодолита является гиротеодолит, кинотеодолит и тахеометр.

## Устройство теодолита
Теодолит известен со Средневековья и появился путём объединения алидады, известной со времен Античности, и зрительной трубы. Ранние теодолиты имели ограниченный диапазон углов вертикального круга. Современная конструкция теодолита сформировалась в XIX веке.
Конструктивно теодолит состоит из следующих основных узлов:
- корпус с горизонтальным и вертикальным отсчётными кругами, и другими технологическими узлами;
- подставка (иногда употребляют термин «трегер») с тремя подъёмными винтами и круглым уровнем (для горизонтирования теодолита);
- зрительная труба;
- наводящие и закрепительные винты для наведения и фиксации зрительной трубы на объекте наблюдения;
- цилиндрический уровень;
- оптический центрир (отвес) для точного центрирования над точкой;
- отсчётный микроскоп для снятия отсчётов.

### Горизонтальный круг теодолита
Горизонтальный круг теодолита предназначен для измерения горизонтальных углов и состоит из лимба и алидады.
Лимб представляет собой стеклянный круг, на скошенном крае которого нанесены равные деления с помощью автоматической делительной машины. Цена деления лимба (величина дуги между двумя соседними штрихами) определяется по оцифровке градусных (реже градовых) штрихов. Оцифровка лимбов производится по часовой стрелке от 0 до 360 градусов (0—400 гон).
Роль алидады выполняют специальные оптические системы — отсчётные устройства. Алидада вращается вокруг своей оси относительно неподвижного лимба вместе с верхней частью прибора; при этом отсчёт по горизонтальному кругу изменяется. Если закрепить зажимной винт и открепить лимб, то алидада будет вращаться вместе с лимбом и отсчёт изменяться не будет.
Лимб закрывается металлическим кожухом, предохраняющим его от повреждений, влаги и пыли.

## Геометрические условия теодолита, их поверка

### Геометрические условия
- Ось цилиндрического уровня при алидаде горизонтального круга должна быть перпендикулярна к оси вращения алидады.
- Ось вращения алидады должна быть установлена отвесно (вертикально).
- Визирная ось трубы должна быть перпендикулярна к оси вращения трубы.
- Ось вращения трубы должна быть перпендикулярна к оси вращения алидады.
- Вертикальная нить сетки нитей должна лежать в коллимационной плоскости.

### Поверка теодолитов
Поверками теодолита называют действия, имеющие целью выявить, выполнены ли геометрические условия, предъявляемые к инструменту. Для выполнения нарушенных условий производят исправление, называемое юстировкой инструмента.

#### Ось цилиндрического уровня алидады горизонтального круга должна быть перпендикулярна к оси вращения алидады
Это условие необходимо для приведения оси вращения инструмента (алидады) в рабочее положение, то есть чтобы при измерениях углов она была вертикальна.

Для проверки выполнения условия поворотом алидады устанавливают ось проверяемого уровня по направлению каких-либо двух подъёмных винтов, и одновременным вращением их в разные стороны приводят пузырёк уровня в нуль пункт (на середину ампулы), тогда ось уровня займёт горизонтальное положение. Повернём алидаду, а вместе с ней и уровень точно на 180 градусов.

Если после приведения пузырька уровня в нуль пункт и поворота алидады на 180° пузырек уровня останется на месте, то условие выполнено.
Для выполнения других поверок необходимо привести прибор в рабочее положение.

#### Одна из нитей сетки должна находиться в вертикальной плоскости
Поверку и юстировку этого условия можно выполнить при помощи отвеса, установленного в 5—10 м от инструмента. Если поверяемая нить сетки не
совпадёт с изображением отвеса в поле зрения трубы, то снимают колпачок, слегка ослабляют (примерно на пол-оборота) четыре винта, крепящих окулярную часть с корпусом трубы, и поворачивают окулярную часть с сеткой до требуемого положения. Закрепляют винты и надевают колпачок.
После юстировки вторая нить сетки должна быть горизонтальна. Убедиться в этом можно, наведя эту нить на какую-либо точку и вращая алидаду наводящим винтом по азимуту; нить при этом должна оставаться на данной точке. В противном случае юстировку надо повторить. Установив правильно сетку, в дальнейшем при повторении поверок эту можно не повторять.

#### Визирная ось должна быть перпендикулярна оси вращения зрительной трубы
Это условие необходимо для того, чтобы при вращении трубы вокруг её оси визирная ось описывала плоскость, а не конические поверхности. Визирную плоскость называют также коллимационной. Вертикальный круг вращается вокруг оси вместе с трубой. Для перевода трубы из положения КП (круг право) в положение КЛ (круг лево) или наоборот надо перевести её через зенит при неподвижном лимбе и повернуть алидаду на глаз на 180°, чтобы можно было наводить трубу на один и тот же предмет при различных её положениях. При этом на том месте относительно лимба, где находится верньер I, теперь будет расположен диаметрально противоположный верньер II, а отсчёты числа градусов, взятые по верньеру I до поворота алидады и по верньеру II после поворота алидады на 180°, должны быть одинаковы. Если визирная ось перпендикулярна оси вращения зрительной трубы, то при наведении её при КП и КЛ на удалённую точку, расположенную приблизительно на уровне оси вращения зрительной трубы, по закреплённому горизонтальному лимбу получим верные отсчёты дуги с помощью I (при КП) и II (при КЛ) верньеров. Если же визирная ось не перпендикулярна оси вращения трубы и занимает при КП и при КЛ неверное положение, то в отсчёты по горизонтальному лимбу войдёт ошибка, соответствующая повороту визирной оси на угол, называемый коллимационной ошибкой. Проекция этого угла на горизонтальную плоскость лимба меняется в зависимости от угла наклона визирной оси. Поэтому при выполнении этой поверки линия визирования должна быть по возможности горизонтальна.
Юстировка: ослабив слегка один вертикальный, например верхний, исправительный винт при сетке нитей, передвигают сетку, действуя боковыми исправительными винтами при ней до совмещения точки пересечения нитей с изображением наблюдаемой точки.
После юстировки надо повторить поверку и убедиться, что условие выполнено.

#### Ось вращения зрительной трубы должна быть перпендикулярна оси вращения инструмента (алидады)
Это условие необходимо для того, чтобы после приведения инструмента в рабочее положение коллимационная (визирная) плоскость была вертикальна.

Для поверки выполнения данного условия приводят инструмент в рабочее положение и направляют точку пересечения сетки нитей на высокую и близкую (на расстоянии 10—20 м от инструмента) точку, выбранную на какой-нибудь светлой стене. Не поворачивая алидады, наклоняют трубу объективом вниз до примерно горизонтального положения её оси и отмечают на той же стене точку, в которую проецируется точка пересечения нитей. Переведя трубу через зенит, при другом положении круга снова направляют визирную ось на ту же точку и подобно предыдущему, наклонив трубу до приблизительно горизонтального положения, отмечают точку.

Если обе точки совместятся в одной точке, то условие выполнено.
Выполнение рассматриваемого условия обеспечивается заводом или производится в мастерской, так как современные теодолиты не имеют соответствующих исправительных винтов.

#### Место нуля вертикального круга теодолита должно быть постоянным[3]
Для поверки горизонтируют теодолит и два-три раза определяют место нуля. Определение места нуля включает визирование на одну и ту же точку при КЛ (круг лево) и КП (круг право). При каждом наведении на выбранную точку производят отсчёт по вертикальному кругу теодолита. Если нет компенсатора, то предварительно пузырёк уровня при алидаде вертикального круга обязательно устанавливают в нуль-пункт. Если колебания места нуля не превышают двойной точности отсчёта по кругу, то можно считать, что поверка выполняется, в исключительных случаях производится дополнительный замер через баланс осей.

## Стандартный ряд теодолитов России в соответствии с ГОСТ 10529-96[4]
Типы теодолитов:
- ОТ-02, ОТБ, ОТС, ТБ-1, Theo-010, TE-B1, Т1, Т2 — высокоточные
- Т5, ОТШ, Theo-020, TE-C1, ТТ-4, ОМТ-30, ТТ-5, ТТП, ТН, ТГ-5 ,Т15 — точные
- Т30, Theo-120, TE-E4, ТТ-50, ТОМ, Te-5 — технические
- Т60, ТМ-1 — технические (в настоящее время не выпускается) (применялись для учебного пособия и рекогносцировки местности в экспедиции).

Литера Т обозначает «теодолит», а последующие числа — величину средней квадратической погрешности в секундах, при измерении одним приёмом в лабораторных условиях.
Обозначение теодолита, изготовленного в последние годы может выглядеть так: 2Т30МКП. В данном случае первая цифра показывает номер модификации («поколения»).

М — маркшейдерское исполнение (для работ в шахтах или тоннелях; может крепиться к потолку и использоваться без штатива, помимо этого, в маркшейдерском теодолите в поле зрения визирной трубы есть шкала для наблюдения за качаниями отвеса при передаче координат с поверхности в шахту).
К — наличие компенсатора, заменяющего уровни.

П — зрительная труба прямого видения, то есть зрительная труба теодолита имеет оборачивающую систему для получения прямого (не перевернутого) изображения.

А — с автоколлимационным окуляром (автоколлимационные).

Э — электронные.
Ранее применявшиеся:

T — Тахеометр (инструмент способен (имеет в наборе приспособление или устройство) для измерения расстояний)

Г — Горный

АШТ — Аэрологический шаропилотный теодолит.

## Повторительный теодолит
Повторительные теодолиты или оптические имеют специальную повторительную систему осей лимба и алидады, позволяющую лимбу вместе с алидадой вращаться независимо вокруг собственной оси раздельно и/или совместно. Такой теодолит позволяет последовательным вращением алидады несколько раз откладывать (повторять) на лимбе величину измеряемого горизонтального угла, что увеличивает точность измерений, брать отсчёты по двум диаметрально противоположным сторонам. Такие приборы так же именуются оптическими чтобы отличить от механических теодолитов. Лимб изготовлен из стекла.

## Неповторительные теодолиты
В неповторительных теодолитах лимбы наглухо закреплены с подставкой, а поворот и закрепления его в разных положениях осуществляется при помощи закрепительных винтов либо приспособления для поворота. Такие теодолиты так же именуют «механическими». Лимб изготовлен из металла.

### Фототеодолит
Фототеодолит или кинотеодолит — разновидность теодолита, объединённого с фото- и/или кинокамерой и другими оптическими системами. Служит для точной фотосъёмки с угловой привязкой геологических объектов и искусственных сооружений, а также для измерения угловых координат летательных аппаратов. Конструктивно может представлять собой кинокамеру, независимую от оптического канала теодолита и жёстко скреплённую с ней или однообъективную зеркальную камеру, видоискатель которой служит оптическим каналом теодолита. Выпускавшиеся ранее кинотеодолиты осуществляли съёмку на крупноформатные фотопластинки высокой разрешающей способности. В настоящее время выпускаются плёночные, пластиночные и цифровые фототеодолиты. Если объект фотографируется двумя и более фототеодолитами, то при использовании геодезической засечки можно получить приблизительные данные относительно размера объекта, высоты и скорости полёта.

#### Модели теодолитов
- В СССР первую кинофототеодолитную станцию для фотографирования летающих объектов и измерения параметров траектории полёта выпустил Красногорский завод имени С. А. Зверева
- Звенигородская обсерватория оборудована кинотеодолитом КСТ-50 (D 450 мм, F 3000 мм)
- Высокоточные кинотеодолиты «ВИСМУТИН» производства БелОМО находятся на космодроме «Байконур» (недоступная ссылка).

### Гиротеодолиты

#### Гиротеодолит
Гиротеодолит — гироскопическое визирное устройство, предназначенное для ориентирования туннелей, шахт, топографической привязки и другого. Гиротеодолит служит для определения азимута (пеленга) ориентируемого направления и широко используется при проведении маркшейдерских, геодезических, топографических и других работ. По принципу действия гиротеодолит является и принадлежит к типу гирокомпасов. Ряд схем гиротеодолитов выполнен на принципе гирокомпаса Фуко. Помимо гироскопического чувствительного элемента, гиротеодолит включает угломерное устройство для снятия отсчётов положения чувствительного элемента и определения азимута (пеленга) ориентируемого направления. Угломерное устройство состоит из лимба с градусными и минутными делениями, жёстко связанного с его алидадой. Наблюдение ведётся по штриху, проектируемому на зеркале, которое укреплено на чувствительном элементе. При этом визирная линия зрительной трубы будет располагаться параллельно оси гироскопа. Определение азимута (пеленга), ориентируемого с помощью гиротеодолита направления, производится по шкале, связанной с теодолитом. При наблюдениях гиротеодолитом все измерения относят к отвесной линии в точке наблюдений и к плоскости горизонта. Следовательно, азимут, определённый гироскопически, тождественен астрономическому азимуту. Обычно по конструктивным соображениям отсчётное устройство по горизонтальному кругу располагают под некоторым углом по отношению к оси вращения ротора гироскопа.

#### Гиростанция
В сущности, тот же гиротеодолит с гирокомпасом Фуко на основе электронного тахеометра.
В современных электронных теодолитах считывание горизонтальных и вертикальных кругов обычно осуществляется с помощью энкодера (датчик угла поворота). Они генерируют сигналы, указывающие высоту и азимут телескопа, которые передаются на микропроцессор. ПЗС-датчики добавляются к фокальной плоскости телескопа, что позволяет использовать автоматическое наведение и автоматическое измерение остаточного смещения цели. Всё это реализовано во встроенном программном обеспечении процессора.
Многие современные теодолиты оснащены интегрированными электрооптическими приборами для измерения расстояния, как правило, на основе инфракрасных лазеров. Они позволяет измерять за один шаг полные трёхмерные векторы в определённых прибором полярных координатах, которые затем преобразовывают в уже существующие координатую систему на территории с помощью некоторого количества контрольных точек. Этот метод называется решением обратной засечки и широко используется при картографической съёмке.
Такие инструменты представляют собой «интеллектуальные» теодолиты, называемые саморегистрирующимися тахеометрами или, в просторечии, «тахеометры», и выполняют все необходимые вычисления углов и расстояний, а результаты или необработанные данные загружают на внешние процессоры, такие как защищённые ноутбуки, КПК или программируемые калькуляторы.

#### Тахеометр
Разновидность электронного теодолита, оснащённая электронным устройством для вычисления и запоминания координат точек на местности лазерным дальномером. В отличие от оптического неповторительного, полностью исключает ошибки снятия и записи отсчёта благодаря микропроцессору, выполняющему автоматические расчёты. Электронный теодолит позволяет работать в тёмное время суток.

#### Тотал станция (Total station)
Электронный тахеометр или оптический теодолит, оснащённый дополнительными устройствами (дальномер, GPS-приемник, контроллер (процессор и/или клавиатура)), отдельно вынесенными за основной корпус инструмента.